# Egmont
Az Egmont germán eredetű férfinév, jelentése: kard + védelem.

## Gyakorisága
Az 1990-es években szórványos név, a 2000-es években nem szerepel a 100 leggyakoribb férfinév között.

## Névnapok
- április 24.[2]

## Híres Egmontok
- Baumgarten Egmont (1859–1912) gégész, orvos, egyetemi tanár